# Music Box Tour
Music Box Tour foi a primeira tour da cantora Americana Mariah Carey em 1993 nos Estados Unidos. 
Ela não tinha feito um grande show para cantar em público em seus primeiros anos na indústria da música (em parte devido ao medo do palco) e ela se tornou uma grande estrela, com três álbuns de estúdio lançados (Mariah Carey, Emotions e Music Box), um EP (MTV Unplugged EP), um DVD ao vivo (MTV Unplugged +3) e oito singles número um (Vision Of Love, Love Takes Time, Someday, I Don't Wanna Cry, Emotions, I'll Be There feat. Trey Lorenz, Dreamlover e Hero).
Assim, no concerto de abertura Carey cantou na Arena de Miami, para um público de 15.000 pessoas que chamou a atenção da mídia internacional.
Carey mais tarde relatou: “Eu estava bem até eu tive que subir esta rampa para o palco e ouvi um grito ensurdecedor e era meio como tudo na minha vida, todo esse turbilhão incrível eu estava passando, tudo tinha sido lidar até aquele momento insano e eu estava lá …. E então eles me mataram. Não é a platéia – eles sabiam que era meu primeiro show, eles eram muito favoráveis. Tenho opiniões muito ruim, apesar de tudo. Bem, havia um monte de críticos fora para me dizer: esta menina tem vendido todos esses álbuns, ela nunca visitou, vamos buscá-la. E assim fizeram. Liguei a TV na cama naquela noite na CNN o cara estava dizendo, ‘Os comentários é uma má notícia para Mariah Carey. Ele realmente me magoou muito. “
Em reação, Carey disse que ela usou sua raiva para melhorar seu desempenho na próxima turnê no Centrum de Worcester, e tem “ótimas críticas” como um resultado da The Boston Globe que chamou de “uma performance espetacular”,depois disso Carey sacudiu seu nervosismo no início. Além disso, seu desempenho de maior visibilidade na próxima turnê no Madison Square Garden, em Nova York .

## O Show
O destaque principal colaborador de Carey no momento Walter Afanasieff nos teclados junto com uma banda. Um coral gospel apareceu em alguns números, uma prática que Carey ainda faz em suas turnês mais atuais. Bailarinas estiveram presentes no palco. Um outro ponto alto durante o show foi a performance do hit “Just Be Good to Me” da banda SOS. Mariah descreveu como uma de suas canções favoritas na época de escola.

## Set List
1. "Emotions
2. "Love Takes Time"
3. "Now That I Know"
4. "Without You"
5. "Dreamlover"
6. "Someday"
7. "Vanishing"
8. "Make It Happen"
9. "Hero"
10. "All In Your Mind"
11. "Just Be Good to Me"
12. "Good Times"
13. "Anytime You Need A Friend"
14. "I'll Be There (Com Trey Lorenz)"
15. "Vision Of Love"
16. "Emotions (Outro)"

## Datas da turnê
| America do Norte     |              |                |                        |
| Data                 | Cidade       | Pais           | Lugar                  |
| 3 de Novembro, 1993  | Miami        | Estados Unidos | Miami Arena            |
| 9 de Novembro, 1993  | Worcester    | Estados Unidos | Worcester Centrum      |
| 17 de Novembro, 1993 | Chicago      | Estados Unidos | Rosemont Horizon       |
| 23 de Novembro, 1993 | Los Angeles  | Estados Unidos | Universal Amphitheatre |
| 2 de Dezembro, 1993  | Philadelphia | Estados Unidos | The Spectrum           |
| 10 de Dezembro, 1993 | New York     | Estados Unidos | Madison Square Garden  |